# Rafael Urrejola Mulgrew
Rafael Urrejola Mulgrew (Concepción, 1 de febrero de 1876-Santiago,  30 de abril de 1940) fue un abogado y político chileno. 

## Biografía
Cursó Humanidades en el Colegio de los Padres Franceses de Santiago. Se reveló entonces su espíritu incansable para el estudio, obteniendo los primeros premios en todos los ramos durante los seis años de humanidades.
En la Universidad Católica de Chile cursó Leyes, titulándose en mayo de 1899 con la tesis “Bosquejo Histórico del Derecho Romano”.
Contrajo matrimonio con Mercedes Rozas Ariztía, con quien dejó descendencia.

## Actividades políticas
Militante del Partido Conservador, fue miembro del Directorio General de su partido. Caracterizado representante del alto comercio de la capital y Valparaíso, siendo uno de los jóvenes políticos de su época, gozando de mayores simpatías en la Cámara y en la sociedad.
Mientras estudiaba Leyes, fue secretario de uno de los juzgados del antiguo Tribunal de Cuentas, hasta que ingresó a la Casa Besa, una de las más respetables firmas comerciales de Chile, como apoderado (1904) y como socio gestor capitalista (1909-1921).
Posteriormente fue corredor de la Bolsa de Comercio y agente general de varias compañías de seguros de la capital y el puerto.

## Gestión parlamentaria
Fue elegido Diputado por Valparaíso y Casablanca (1915-1918), integrando la Comisión permanente de Instrucción Pública, de Agricultura, Guerra y Marina, y la de Hacienda. 
Su labor en la Cámara se centró en aunar esfuerzos entre sus colegas para dar el más pronto despacho a los proyectos que beneficiaban a Valparaíso, Viña del Mar, y en general, a los servicios públicos de la provincia.
En la Cámara fue miembro del Comité Parlamentario Conservador, y propició leyes de transformación de los cerros de Valparaíso, la construcción del camino plano a Viña del Mar; camino de Valparaíso a Casablanca y la Ley de Salario Mínimo.
Elegido Senador por la provincia de Valparaíso (1918-1924). Integró la Comisión permanente de Instrucción Pública y la de Guerra y Marina. 

## Otras actividades
Entre otras cosas, fue fundador y presidente de la Cámara de Comercio de Chile; miembro fundador del Patronato Santa Filomena; editor del diario “La Unión” de Valparaíso; director de la Corporación de Ventas de Salitre y Yodo; presidente de la Comisión de Cambios Internacionales y Delegado ante la Asociación Salitrera. Condecorado por el gobierno de Holanda y socio del Club de La Unión.